# Silenzio (Rancore & DJ Myke)
Silenzio è il secondo album della coppia Rancore & DJ Myke, composta per l'appunto dal rapper romano Rancore e da DJ Myke uscito per l'etichetta Doner Music di Big Fish il 16 ottobre 2012 in digitale ed il 23 ottobre 2012 in tutti i negozi di dischi. L'unico featuring presente è Max Zanotti dei Deasonika. Sono stati estratti sei video musicali dall'album: Anzi... siamo già arrabbiati, Capolinea, Horror Fast Food, D.A.R.K.N.E.S.S, Dove siete spiriti e Tempi Moderni.
La traccia intitolata Ottimismo pessimo, per la parte strumentale, è in gran parte campionata dalla colonna sonora del film d'animazione Ghost in the Shell. 
Il titolo della prima traccia, D.A.R.K.N.E.S.S. è un acronimo di Deviazione Artistica Riguardante Kilometriche Nozioni Empiriche Sui Sentimenti.

## Tracce
Testi di Tarek Iurcich, eccetto dove indicato, musiche di Marco Micheloni.
1. D.A.R.K.N.E.S.S.
2. Capolinea
3. Horror Fast Food
4. L'eterno ritorno
5. Anzi... siamo già arrabbiati
6. Dove siete spiriti
7. La follia
8. Il grande falò
9. Il giorno che non c'è (feat. Max Zanotti) (testo: Tarek Iurcich, Massimiliano Zanotti)
10. Tempi moderni
11. L'architetto
12. Il male oscuro
13. Ottimismo pessimo
14. Tu leva le parole
15. Silenzio